# Dreams (Gabor Szabo)
| Recensione | Giudizio |
| ---------- | -------- |
| AllMusic   |          |

Dreams è un album discografico di Gabor Szabo, pubblicato dall'etichetta discografica Skye Records nel dicembre del 1968.

## Tracce
Lato A
1. Galatea's Guitar – 5:33 (Gabor Szabo)
2. Half the Days Is Night – 4:23 (Gary McFarland)
3. Song of Injured Love – 4:05 (Manuel DeFalla)
4. The Fortune Teller – 4:28 (Gabor Szabo, Louis Kabok)

Lato B
1. Fire Dance – 5:39 (Manuel DeFalla)
2. The Lady in the Moon – 5:13 (Gabor Szabo)
3. Ferris Wheel – 5:27 (Donovan)

## Musicisti
- Gabor Szabo - chitarra
- Gary McFarland - pianoforte
- Jim Stewart - chitarra
- Julius Schacter - violino
- George Ricci - violoncello
- Tony Miranda - corno francese
- Ray Alonge - corno francese
- Brooks Tillotson - corno francese
- Louis Kabok - basso
- Jim Keltner - batteria
- Hal Gordon - percussioni, congas

Note aggiuntive
- Gary McFarland - produttore, arrangiamenti
- Registrazioni effettuate il 6, 7 e 9 agosto, 1968 al Western Recordings (Los Angeles) e il 22 agosto 1968 al Gotham Recording Studios (New York)
- Andy Richardson, Eddie Rice - ingegneri delle registrazioni
- David Stahlberg - design album[3]